# CDC14A
La proteína fosfatasa de doble especificidad CDC14A es una enzima que en humanos está codificada por el gen CDC14A .
La proteína codificada por este gen es miembro e la familia de la proteína tirosina fosfatasa de especificidad dual. Esta proteína es muy similar a Saccharomyces cerevisiae Cdc14, una proteína tirosina fosfatasa involucrada en la salida de la mitosis célula y el inicio de la replicación del ADN, lo que sugiere el papel en el control del ciclo celular. Se ha demostrado que esa proteína interactúa con la proteína supresora de tumores p53 y la desfosforila, y se cree que regula la función de p53. El empalme alternativo de este gen da como resultado 3 variantes de transcripción que codifican distintas isoformas.

## Interacciones
Se ha demostrado que CDC14A interactúa con P53 .